# Coelioxys ljuba
Coelioxys ljuba är en biart som beskrevs av toro, Fritz och > 1991. Coelioxys ljuba ingår i släktet kägelbin, och familjen buksamlarbin. Inga underarter finns listade i Catalogue of Life.